# Ваља луј Кати (Клуж)
Ваља луј Кати (рум. Valea lui Cati) насеље је у Румунији у округу Клуж у општини Чану Маре. Oпштина се налази на надморској висини од 386 m.

## Становништво
Према подацима из 2002. године у насељу је живело 122 становника.

### Попис2002.
| Расподела становништва по националности 2002.‍ | Расподела становништва по националности 2002.‍ | Расподела становништва по националности 2002.‍ | Расподела становништва по националности 2002.‍ | Расподела становништва по националности 2002.‍ |
| --------------------------------------------- | --------------------------------------------- | --------------------------------------------- | --------------------------------------------- | --------------------------------------------- |
|                                               |                                               |                                               |                                               |                                               |
| Румуни                                        | Румуни                                        |                                               | 88                                            | 73,3%                                         |
| Мађари                                        | Мађари                                        |                                               | 32                                            | 26,7%                                         |